# Bright Lights (1916)
Bright Lights é um filme de comédia curta norte-americano de 1916, dirigido por Fatty Arbuckle e estrelando Arbuckle, Mabel Normand e Al St. John.

## Elenco
- Fatty Arbuckle
- Mabel Normand
- Al St. John
- Joe Bordeaux
- Jimmy Bryant
- Minta Durfee
- Gilbert Ely
- William Jefferson